# 芭布-妮科尔·克利科-蓬萨尔丹
芭布-妮科尔·克利科-蓬萨尔丹（法語：Barbe-Nicole Clicquot-Ponsardin，法語發音：[baʁb nikɔl kliko pɔ̃saʁdɛ̃]；1777年12月6日—1866年7月29日），人称“克利科夫人”（Madame Clicquot）与“克利科孀妇”，出生於法國兰斯，被譽為「香檳貴婦」（La grande dame de la Champagne），是法國第一位女性香檳酒莊的經營企業家，迄今凱歌香檳（Veuve Clicquot Ponsardin）仍舊以她的名字命名和生產。

## 生平
克利科-蓬萨尔丹夫人原名芭布-妮科尔·蓬萨尔丹（Barbe-Nicole Ponsardin），出生於法國漢斯，父親是知名紡織商尼古拉·蓬萨尔丹（Nicolas Ponsardin）男爵，因此幼年時期曾經在圣伯多禄女修院接受教育，直到法國大革命之前才趕緊躲藏起來，直到革命結束之後，芭布-妮科尔·蓬萨尔丹才又回到父母的身旁，改接受家庭教育。
1798年6月12日，芭布-妮科尔嫁給香檳酒莊之子弗朗索瓦·克利科（François Clicquot），冠夫姓之後便改名為芭布-妮科尔·克利科。七年後的1805年10月23日，弗朗索瓦·克利科因為傷寒發高燒而病逝，原本家族預計要將香檳酒莊全部出售，但是凱歌夫人力排眾議堅持要繼續經營酒莊，隨後也得到公公菲利普·克利科（Philippe Clicquot）的認同，於是凱歌夫人便開始主導香檳酒莊的經營。

## 凱歌沿革
凱歌夫人隨後改名冠上娘家姓氏，更名為芭布-妮科尔·克利科-蓬萨尔丹（Barbe-Nicole Clicquot　Ponsardin），接著向香檳酒莊Fourneaux & Cie（現為泰廷爵，Taittinger）的亞歷山大·富尔诺（Alexandre Fourneaux）尋求技術支持，接著她和酒莊裡的釀酒師安托萬·阿洛伊斯·德穆勒（Antoine-Aloys de Muller），共同發明釀造香檳專用轉瓶架技術，使得香檳酒二次發酵的酵母雜質，可以沉澱和凝固在軟木塞上，因此創造出更為清澈、口感更好的香檳酒。
儘管法國時值拿破崙戰爭的時期，凱歌夫人仍然努力將香檳酒銷往歐洲各地，接下來她把自己身分和名字做為品牌《Ponsardin Veuve Clicquot》，Veuve是法文寡婦的意思，藉以強調這個品牌由喪夫的女性在經營，這時候市場上便賦予凱歌夫人「香檳夫人」的雅號，自此凱歌香檳打穩基礎，成為全世界受歡迎的香檳品牌之一。

## 後世影響
- 1972年起，凱歌香檳以Veuve Clicquot為名成立年度頒發的凱歌獎，用以鼓勵和表彰女性經理人、企業家，或者是投入新創事業、創新技術研究的女性，目前在世界上分別有18個國家成立凱歌獎。

- 美國獨立樂團貝魯特（Beirut），創作了一首名為《Cliquot》的歌曲，歌詞內容講述凱歌夫人的故事。

- 法國小說家埃爾維爾·德·布里薩克（Elvire de Brissac），出版小說《Voyage imaginaire》（假想的旅程），內容講述凱歌夫人的故事。

- 2019年，莉塞特·格洛多夫斯基（Lisette Glodowski）和理查德·沃爾特（Richard C. Walter），創作一部關於凱歌夫人生平的音樂劇，名為《凱歌夫人：一場革命性的音樂劇》[6]。

## 相關連結
- 凱歌香檳官方網站：https://www.veuveclicquot.com （页面存档备份，存于）
- FACEBOOK粉絲專頁：https://www.facebook.com/VeuveClicquot （页面存档备份，存于）